# Bosza
Bosza (Boša, inne nazwy: Arnebuab Bisa, Bisa, Bosa, Poša, Lomowie, orm. բոշա, գնչու) – grupa etniczna pochodzenia indyjskiego, pokrewna Domom, Romom, Lulim i innym społecznościom, wywodzącym się najprawdopodobniej z indyjskiej kasty Domba. Etnonim Bosza jest na ogół stosowany przez etnografów, podczas gdy sami przedstawiciele tej grupy, posługując się językiem lomavren, używają po prostu określenia Lom, „człowiek” (por. Rom w języku romani, Dom w domari).

## Historia i kultura
Lomowie pochodzą z tej samej fali migracyjnej, co Romowie i wraz z nimi opuścili Półwysep Indyjski ok. 1000 roku n.e. W odróżnieniu od Romów, którzy odeszli dalej na zachód, Lomowie pozostali jednak w Anatolii. Tradycyjnie trudnili się kowalstwem, grą na instrumentach, wróżeniem i znachorstwem.
Na początku XX wieku ich liczebność wynosiła ok. 50 tys. osób, zamieszkujących tereny wschodniej Anatolii, Armenii i Zakaukazia. Lomowie już wtedy byli grupą w bardzo dużym stopniu identyfikującą się z kulturą Ormian, toteż nie ominęło ich ludobójstwo dokonane na tym narodzie w Osmańskiej Turcji w latach 1915–1917. Ocalali z pogromu Bosza musieli szukać schronienia na terenach ówczesnego Imperium Rosyjskiego.
Dziś przedstawicieli tej społeczności spotkać można głównie w Armenii, Azerbejdżanie, Gruzji, Syrii oraz na emigracji w Rosji. Ich liczebność wynosi 10–12 tys. osób, z których 8–9 tys. mieszka w Armenii. Istnieją jednak dane świadczące, iż również na terytorium Turcji nadal żyje 12 tys. Lomów, którzy po wydarzeniach z lat 1915–1917 przyjęli islam (pozostali Bosza są wiernymi Apostolskiego Kościoła Ormiańskiego).
Lomowie charakteryzują się niemal całkowitą akulturacją z resztą ormiańskiego społeczeństwa, z którym dzielą religię, codzienny język i zwyczaje. Warto zauważyć, iż w odróżnieniu np. od wielu grup europejskich Romów, integracja ta jest wynikiem dążeń powstałych wewnątrz społeczności oraz względnej tolerancyjności środowiska etnicznego, w którym żyją. Mimo to ich status społeczny jest niski i większość z nich żyje na granicy ubóstwa, przez co zostali boleśnie dotknięci kolejnymi kryzysami polityczno-gospodarczymi i wojnami w krajach Zakaukazia.

## Język
Lomowie na co dzień używają języka ormiańskiego, zarówno w kontaktach z resztą społeczeństwa, jak i wewnątrz własnej społeczności czy w rodzinach. Jednakże przy uroczystych okazjach oraz w warunkach, które wymagają zachowania tajemnicy przed obcymi, posługują się oni językiem lomavren, stanowiącym pogadialekt ormiańskiego.
Lomavren będący niejako pośrednim etapem przejścia językowego grupy z wczesnego języka romskiego (patrz: język romski - historia) na ormiański, opiera się na zasadach gramatycznych tego ostatniego (np. odmiana przez 7 przypadków, brak rodzaju gramatycznego) oraz użyciu mieszanego: romskiego i ormiańskiego słownictwa. Wpływ ormiański jest też widoczny w fonetyce lomavren, który od pogadialektów właściwego języka romskiego różni się ponadto brakiem licznych europeizmów, nabytych podczas wędrówki reszty Romów na zachód.
Znajomość lomavren zanika jednak powoli. Dane dla roku 2004 podają, iż w Armenii potrafiło się nim wtedy posługiwać jedynie ok. 50 osób ze starszego pokolenia.